# Matanans
Matanans er et tekstbaseret DOS-spil fra 1989, som er udviklet af Michael Damkvist.
Spillet er beregnet til op til fire spillere af gangen, og går ud på at konkurrere om hvem, der kan tjene flest penge inden for et, to eller tre år. Man kan søge arbejde, spille på heste, købe/sælge aktier mv.
Spillet er gratis tilgængeligt.
På nutidens computere er det nødvendigt med en DOS-utility, der kan afvikle programmer langsommere.
| computerspil | Spire Denne computerspilsrelaterede artikel er en spire som bør udbygges. Du er velkommen til at hjælpe Wikipedia ved at udvide den. |